# Jenny Greenteeth
Jenny Greenteeth, även kallad Jinny Greenteeth och Ginny Greenteeth, är en figur i den engelska folktron. Hon är en sjöhäxa som skulle dra ner barn eller gamla i vattnet och dränka dem. Hon beskrivs som en grönhudad varelse med långt hår och vassa tänder.
Enligt vissa folklorister är det troligt att hon hittades på för att skrämma barn från farliga vattendrag. Jämför med Näcken, Rusalka i den Slavisk mytologin, Kappa i Japansk mytologi och den australiska Bunyip. Det finns andra folklorister som ser henne som ett minne från offerritualer.
Namnet används även för att beskriva flytande växter som kan bilda en matta på ytan av mindre, stillastående vattendrag och som gör dem förledande och farliga, särskilt för barn. Denna användning av namnet är vanlig runt Liverpool och i sydvästra Lancashire.

## Jenny Greenteeth i populärkulturen
- Jenny Greenteeth inspirerade till vattenmonstret (Meg Mucklebones) i Ridley Scotts fantasyfilm Legend.

- Jenny Greenteeth är med i Hellboyavsnittet The Corpse.